# Forensische psychiatrie
De forensische psychiatrie is een deelgebied binnen de psychiatrie dat zich richt op mensen die met de rechterlijke macht in aanraking zijn gekomen en die psychiatrische zorg behoeven. Deze zorg kan vrijwillig worden aangenomen, maar ook als voorwaarde worden gesteld of verplicht worden opgelegd in een vonnis.

## Situatie in Nederland
In Nederland kan men op verschillende manieren in aanraking komen met de forensische psychiatrie. Een veroordeling tot tbs met dwangverpleging is de zwaarste. Ook via een terbeschikkingstelling met voorwaarden kan een rechter opname afdwingen. Via de afdeling IFZ van het Nederlands Instituut voor Forensische Psychiatrie en Psychologie kunnen veroordeelden eventueel (een deel) van hun straf of voorarrest inruilen voor een keuze tot behandeling in de forensische psychiatrie. Hiervoor kunnen ze ook aangemeld worden door de penitentiaire inrichting van plaatsing. Vaak acht men deze mensen 'detentieongeschikt'.
Ook via de Wet verplichte ggz kunnen mensen worden geplaatst binnen de forensische psychiatrie: de Wet forensische zorg zorgt in Nederland sinds 1 januari 2020 voor de koppeling tussen de Wet verplichte ggz en het strafrecht.

## Situatie in België
In België is internering de zwaarste maatregel om veroordeelden met psychiatrische problematiek te verplichten tot behandeling. Tot voor kort werden veroordeelden tot internering behandeld in reguliere justitiële instellingen. Sinds eind 2014 neemt het nieuwe Forensisch Psychiatrisch Centrum in Gent de geïnterneerden op. Deze instelling is opgericht met behulp van expertise vanuit het Nederlandse FPC De Kijvelanden en tracht een antwoord te zijn op jarenlange kritiek vanuit het Europees Hof voor de Rechten van de Mens.